# Williams Martínez
Williams Martínez, vollständiger Name Williams Guillermo Martínez Fracchia, (* 18. Dezember 1982 in Montevideo; † 17. Juli 2021) war ein uruguayischer Fußballspieler.

## Karriere

### Verein
Der je nach Quellenlage 1,81 Meter oder 1,83 Meter große Defensivakteur Martínez stand zu Beginn seiner Karriere ab der Clausura 2001 bis in die Apertura 2003 im Kader des uruguayischen Erstligisten Defensor Sporting. In der Apertura 2003 werden fünf Einsätze (ein Tor) in der Primera División für ihn geführt. Sodann wechselte er nach Argentinien zu Ferro Carril Oeste und spielte dort in der Apertura 2003 und Clausura 2004. Die Apertura 2004, Clausura 2004 und Apertura 2005 verbrachte er wieder in Reihen des montevideanischen Klubs Defensor. Nach einer anderen Quelle soll er dort in den Spielzeiten 2004, 2005 und 2005/06 44 Ligaspiele (vier Tore) absolviert haben. Anschließend wechselte Martínez, der mittlerweile Mannschaftskapitän Defensors war, im Januar 2006 für sechs Monate auf Leihbasis mit Kaufoption nach England zu West Bromwich Albion. In der restlichen Saison 2005/06 bestritt er in der englischen Premier League zwei Ligaspiele und schoss dabei ein Tor. Bereits in der Clausura 2006 war er jedoch wieder für Defensor aktiv. Bei den Montevideanern verblieb er diesmal bis zur Apertura 2007, in der er 13-mal in der höchsten uruguayischen Spielklasse auflief und ein Tor erzielte. Er schloss mit der Mannschaft, die am Saisonende auch die uruguayische Meisterschaft gewann, die Halbserie als Sieger ab. Es folgten zwei Karrierestationen in Frankreich. 2007/08 absolvierte er sieben Erstligapartien (kein Tor) für den FC Valenciennes, dem er sich 2008 angeschlossen hatte. Zudem wurde er zweimal (kein Tor) in der dortigen Zweitvertretung in der CFA eingesetzt. In der Saison 2008/09 lief er 17-mal (kein Tor) in der Ligue 2 für Stade Reims auf, wohin er seitens des FC Valenciennes ausgeliehen worden war. Aus Reims kehrte er zunächst zum FC Valenciennes zurück, kam aber 2009/10 bei den Franzosen nicht mehr in der Ligue 1 zum Einsatz, sondern löste nach der insgesamt enttäuschenden Station in Frankreich im August 2009 seinen Vertrag bei den Franzosen auf. Im Anschluss wechselte er wieder nach Uruguay, wo er sich abermals an Defensor band. In der Spielzeit 2009/10 werden dort 23 Erstligaeinsätze (kein Tor) für ihn geführt. 2010/11 sind sodann 26 Spiele (kein Tor) Martínez’ in der Primera B Nacional bei dem argentinischen Verein Chacarita Juniors verzeichnet. An die Argentinier hatte er sich im Rahmen eines auf ein Jahr befristeten Leihgeschäfts gebunden, dass eine Kaufoption zum 30. April 2011 in Höhe von 350.000 US-Dollar für 50 % oder 500.000 US-Dollar für 100 % der Transferrechte am Spieler vorsah. Sofern die Kaufoption gezogen worden wäre, hätte der Vertrag zwischen Spieler und Verein bis 30. Juni 2013 Gültigkeit gehabt. In der Folge absolvierte er 2011 13 Begegnungen (kein Tor) in der chilenischen Primera División bei CD Huachipato und wurde zweimal (kein Tor) in der Copa Chile aufgestellt. 2012 schloss er sich Huachipatos Ligakonkurrenten CD Palestino an. Beim Klub aus Santiago lief er 26-mal in der Liga und zweimal in der Copa Chile auf. Ein Pflichtspieltor erzielte er nicht. Von 2013 bis 2014 war er bei Cerro Porteño aktiv. Zu den Paraguayern war er im Januar 2013 für ein Jahr auf Leihbasis gewechselt. Seit 2014 spielt er für den uruguayischen Erstligisten River Plate Montevideo. Für die Montevideaner lief er in der Spielzeit 2013/14 in 15 Partien (ein Tor) der höchsten uruguayischen Spielklasse auf. In der Apertura 2014 wurde er zehnmal (kein Tor) in der Primera División und viermal (kein Tor) in der Copa Sudamericana 2014 eingesetzt. Im Januar 2015 schloss er sich dem Club Atlético Cerro an. Dort lief er in der Clausura 2015 in 15 Erstligaspielen auf und schoss ein Tor. In der Apertura 2015 kamen 15 weitere Ligaeinsätze (ein Tor) hinzu. Im Januar 2016 wechselte er zu Deportivo Táchira. Für den Klub aus Venezuela bestritt er 15 Erstligaspiele (kein Tor) und sieben Partien (kein Tor) in der Copa Libertadores 2016. Mitte August 2016 schloss er sich dem uruguayischen Erstligaaufsteiger Rampla Juniors an, für den er in der Saison 2016 in 13 Erstligaspielen (kein Tor) auflief. Mitte Januar 2017 verpflichtete ihn erneut River Plate Montevideo. Nach der Saison ging er nach Spanien zu Ceuta, anschließend wieder zu den Rampla Juniors und gehörte bis zu seinem Tod dem Aufgebot von CA Villa Teresa an.

### Nationalmannschaft
Martínez gehörte 2001 der uruguayischen U-20-Auswahl an, die an der U-20-Südamerikameisterschaft 2001 in Ecuador teilnahm.
Martínez war auch Mitglied der A-Nationalmannschaft Uruguays. Er debütierte am 4. Februar 2003 unter Nationaltrainer Gustavo Ferrín mit einem Startelfeinsatz bei dem 4:2-Sieg nach Elfmeterschießen (1:1) im Rahmen des Carlsberg Cups gegen die Auswahl Irans. Dies blieb sein einziger Einsatz für die „Celeste“. Ein Länderspieltor erzielte er nicht.

## Tod
Aus nicht näher bekannten Gründen beging Martínez im Juli 2021 im Alter von 38 Jahren Suizid.